# 莱斯帕鲁
莱斯帕鲁（法語：Lesparrou，法語發音：[lɛspaʁu]）是法国阿列日省的一个市镇，属于富瓦区。

## 地理
莱斯帕鲁（42°55'50"N, 1°54'16"E）面积16.09 平方千米，位于法国奧克西塔尼大區阿列日省，该省份为法国西南部内陆省份，西部和北部与上加龙省接壤，东临奥德省，东南至东比利牛斯省接壤，南与安道尔和西班牙接壤。
与莱斯帕鲁接壤的市镇（或旧市镇、城区）包括：莱吉永、埃尔斯河畔拉巴斯蒂德、贝莱斯塔、德勒耶、勒佩拉、里韦勒、埃尔斯河畔圣科隆布。

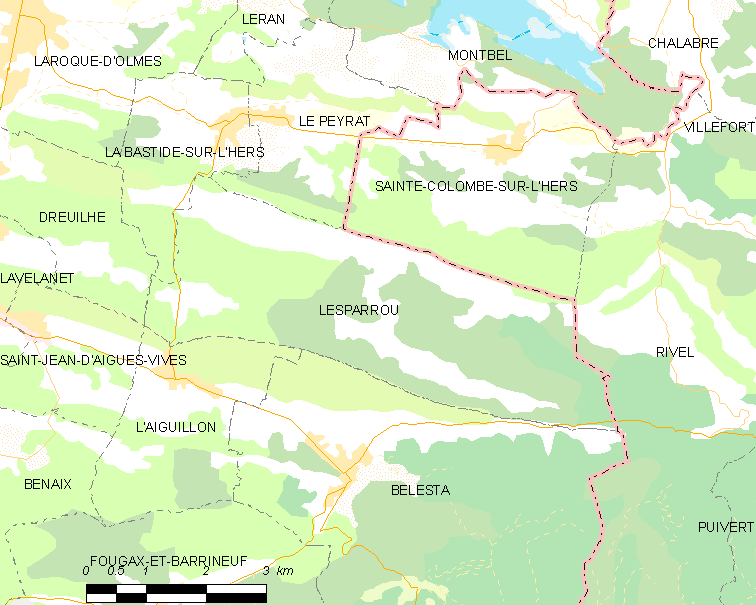
莱斯帕鲁的OSM定位图

莱斯帕鲁的时区为UTC+01:00、UTC+02:00（夏令时）。

## 行政
莱斯帕鲁的邮政编码为09300，INSEE市镇编码为09165。

## 政治
莱斯帕鲁所属的省级选区为奥尔姆地区县。

## 人口

1962-2008年间莱斯帕鲁人口变化图示

莱斯帕鲁于2022年1月1日时的人口数量为233人。